# Берёзовичи (Брестская область)
Берёзовичи (бел. Бярозавічы; до 1964 года — Паршевичи) — деревня в Пинском районе Брестской области Белоруссии. Административный центр Березовичского сельсовета. Центр КУСП «Березовичи». Население — 530 человек (2019).

## География
Берёзовичи находятся в 17 км к северо-западу от центра Пинска. Местные дороги связывают населённый пункт с соседними деревнями, чуть южнее деревни проходит автомагистраль М10. Местность принадлежит к бассейну Днепра, севернее Берёзович протекает небольшая река Меречанка, приток Ясельды.

## История
Впервые в письменных источниках Паршевичи упоминаются в 1492 году, когда пинская княгиня Мария пожаловала двор Фурсу Ивановичу. Со времени территориально-административной реформы середины XVI века в Великом княжестве Литовском Паршевичи входили в состав Пинского повета Берестейского воеводства.
После второго раздела Речи Посполитой (1793) в составе Российской империи, деревня входила в состав Пинского уезда. В 1878 году построена деревянная Покровская церковь, сохранившаяся до наших дней. По переписи населения 1886 года деревня насчитывала 431 жителя.
Согласно Рижскому мирному договору (1921) деревня вошла в состав межвоенной Польши, в 1921 году здесь было 750 жителей. С 1939 года в составе БССР, с июля 1941 по июль 1944 года оккупирована немецко-фашистскими войсками. 1 августа 1964 года деревня Паршевичи переименована в Берёзовичи.

## Инфраструктура
Средняя школа, детский сад, библиотека, врачебная амбулатория, отделение связи и «Беларусбанка», магазины.

## Культура
- Дом культуры
- Дом народного творчества
- Музей истории родного края

## Достопримечательности
- Покровская церковь (1878 год). Памятник деревянного зодчества. Церковь включена в Государственный список историко-культурных ценностей Республики Беларусь[5].  Историко-культурная ценность Республики Беларусь, шифр 112Г000552

## Галерея
- Покровская церковь
- Покровская церковь